# Мартис, Николаос
Нико́лаос Ма́ртис (греч. Νικόλαος Μάρτης; 1 января 1915, Мустени, префектура Кавала — 13 ноября 2013, Северная Греция) — греческий политик и историк, специализировавшийся на македонском вопросе, министр промышленности (1958—1961), министр по делам Северной Греции (1974—1981).

## Биография
Николаос Мартис родился в македонской деревне Мустени, префектура Кавала. Он изучал право в университете Аристотеля в Салониках, после чего был практикующим адвокатом в Кавале, а с 1961 года — в Афинах.
Мартис семь лет служил в греческой армии, был офицером-артиллеристом. Во время Второй мировой войны воевал против немецких захватчиков, был эвакуирован на Ближний Восток, а позже принимал участие в Первом и Втором сражении при Эль-Аламейне в 1942 году, а также в сражениях за Римини и Афины в 1944 году.
Мартис семь раз избирался в Парламент Греции, в 1955—1956 годах был генеральным секретарём в министерстве по делам Северной Греции, в 1956—1958 годах — заместителем министра торговли, в 1958—1961 годах — министром промышленности, в 1974—1981 годах — министром по делам Северной Греции.
Мартис является автором книги «Фальсификация македонской истории», переведённой на многие языки и удостоенной награды Афинской академии наук. В своей книге он утверждает, что древние македоняне были греками и, следовательно, культура Древней Македонии является частью культурного наследия Греции.
Николаос Мартис умер 13 ноября 2013 в Афинах и похоронен на Первом афинском кладбище.